# Koninkrijk Jimma
Het koninkrijk Jimma was in de 19e eeuw een koninkrijk in de Ethiopische regio Gibe. In het westen grensde het land aan Limmu-Ennarea, in het oosten aan Janjero en in het zuiden aan Kaffa. Van de Gibe-koninkrijken werd Jimma op militair gebied het sterkst geacht. De koning werd beschouwd als een gelijke van het gewone volk en werd niet als meerdere gezien.
De laatste koning van Jimma was Abba Jifar II. Hij regeerde vanaf 1878. Toen hij begon te dementeren probeerde zijn kleinzoon Abba Jofir de macht over te nemen en daarmee de onafhankelijkheid van Jimma te continueren. Keizer Haile Selassie reageerde met een invasie. Zijn strijdkrachten namen Abba Jofir gevangen, waarna hij in Addis Abeba werd opgesloten. In 1930 zette Haile Selassie de verzwakte Abba Jifar II af als regerend vorst en installeerde zijn stiefzoon Ras Desta Damtew als gouverneur (Shum). Abba Jifar II mocht aanblijven als koning (Negus), maar zonder bevoegdheden.  Toen hij in 1932 stierf werd Jimma door Ethiopië geannexeerd. 